# مدينة محمد بن راشد

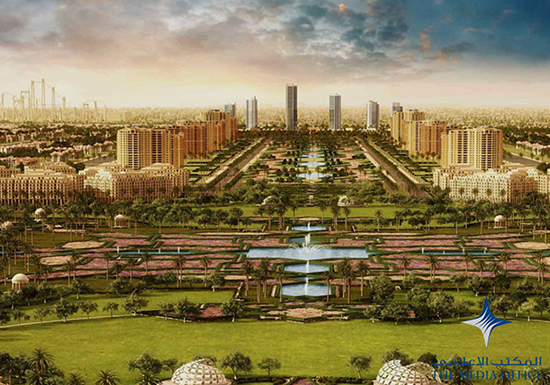
منظر لمدينة MBR

مدينة محمد بن راشد هي مشروع متعدد الاستخدامات مخطط له في دبي، الإمارات العربية المتحدة. أعلن عن إنشاء مشروع مدينة محمد بن راشد في دبي في النصف الأخير من عام 2012،وتم افتتاحه في مايو من عام 2015، حيث بلغت التكلفة التقديرية لهذا المشروع حوالي 30 مليار درهم إماراتي.

## الموقع
يتميز موقع مدينة محمد بن راشد بقربه من أهم الشوارع في مدينة دبي، إذ ترتبط المنطقة بكل من شارع الشيخ محمد بن زايد E311 وشارع الشيخ زايد E311 وشارع الخيل E44،و ترتبط بمحطات المترو مثل محطة مترو الخليج التجاري ويقع مطار دبي الدولي على بعد 20 دقيقة بالسيارة

## تاريخ
في نوفمبر 2012، أعلن حاكم دبي، محمد بن راشد آل مكتوم، عن إنشاء ما أسماه "مدينة" جديدة داخل دبي. كان من المفترض أن يحتوي المجمع على أربعة مكونات:
- السياحة العائلية، بما في ذلك حديقة تم إنشاؤها بالتعاون مع يونيفرسال بيكشرز، بسعة سنوية تبلغ 35 مليون زائر وأكثر من 100 منشأة فندقية، وهي أكبر مجمع ترفيهي وترفيهي عائلي في الشرق الأوسط وإفريقيا وشبه القارة الهندية
- التجزئة، ويضم أكبر مركز تجاري في العالم، مول العالم
- الفنون، بما في ذلك أكبر مساحة للمعارض الفنية في منطقة الشرق الأوسط وشمال إفريقيا
- ريادة الأعمال والابتكار.

وأظهرت الرسومات أن الأرض المخصصة للتطوير يحدها شارع الإمارات وشارع الخيل وشارع الشيخ زايد. سيضم المجمع أيضًا حدائق محمد بن راشد ووسط مدينة دبي وبرج خليفة والخليج التجاري.
في عام 2013، بدأ ميدان وشوبا تطوير المنطقة الأولى، وهي منطقة سكنية فاخرة منخفضة الكثافة داخل مدينة محمد بن راشد كمرحلة أولى من التطوير. بدأت كريستال لاجونز أيضًا في بناء بحيرة مساحتها 40 هكتارًا، وهي أكبر بحيرة من صنع الإنسان في العالم.
في عام 2019، تم بيع فيلا من 7 غرف نوم في دستركت 1 مقابل 90 مليون درهم (24.5 مليون دولار أمريكي)، مما يجعلها أغلى عقار تم بيعه في دبي.
تتميز المنطقة بقربها من فندق الميدان ، واحتوائها على مجموعة من المطاعم ومراكز ترفيهية ومحلات تسوق، كما تتميز بقربها من مركز الفروسية والصقور وتحتل مدينة الشيخ محمد بن راشد مساحة ضخمة من الأرض، وتشمل مشاريع عديدة منها شوبا هارتلاند ومدينة محمد بن راشد الحي الأول ومنطقة ماج آي التي كانت تعرف سابقاً باسم دستركت 7، إلى جانب مجمع دستركت 11 السكني ودبي هيلز استيت.